# Протасов, Виктор Дмитриевич
Ви́ктор Дми́триевич Прота́сов (4 ноября 1931 года — 25 марта 1997 года) — советский и российский учёный и конструктор в области ракетостроения, доктор технических наук, профессор, член-корреспондент АН СССР и РАН. Герой Социалистического Труда (1990), лауреат Ленинской премии и Государственной премии СССР, заслуженный изобретатель РСФСР.

## Биография
Родился 4 ноября 1931 года в Москве.
В 1954 году окончил Московское высшее техническое училище имени Н. Э. Баумана, после окончания учёбы работал в Московском институте теплотехники сначала инженером, затем старшим инженером, начальником лаборатории.
С января 1970 года Протасов — начальник и главный конструктор конструкторско-технологического бюро в городе Хотьково Московской области.
В 1975 году защитил докторскую диссертацию, через три года стал профессором.
С января 1984 года Виктор Дмитриевич — директор и главный конструктор Центрального научно-исследовательского института специального машиностроения, развернутого на базе его прежнего конструкторского бюро в Хотьково.
В 1987 году был избран членом-корреспондентом АН СССР.
Протасов добился высоких успехов в области проектирования и создания конструкций из полимерных композиционных материалов. Он сформулировал общие принципы проектирования систем различной конфигурации минимальной массы и конструктивных ограничений при условии технологической реализуемости. При его непосредственном участии и под руководством были созданы многие композиционные полимерные материалы, разработана технология их изготовления. Активно участвовал в создании на основе своих материалов ряда уникальных изделий для ракетных комплексов стратегического назначения, технические характеристики которых не имели аналогов в мире. Ввиду оборонной направленности его работы, был засекречен практически до конца жизни.
Виктор Дмитриевич являлся главным конструктором корпусов ракетных двигателей и головных обтекателей, деталей сопловых блоков. На вооружение РВСН приняты десятки его разработок, например уникальный транспортно-пусковой контейнер для ракетного подвижного комплекса «Темп-2С», первая и вторая ступени двигателей твердотопливной ракеты морского базирования для подводных лодок класса «Тайфун», многие важнейшие узлы ракетных комплексов «Пионер», «Тополь» и ряда других.
Стал автором свыше 300 научных работ, в том числе 9 монографий, 3 учебных пособий, а также 136 изобретений.
Указом Президента СССР («закрытым») в 1990 году за выдающиеся заслуги в создании продукции специального назначения Протасову Виктору Дмитриевичу присвоено звание Героя Социалистического Труда.
В 1995 году стал научным консультантом Центрального научно-исследовательского института специального машиностроения. С 1987 года по 1997 год являлся консультантом кафедры механики композитов механико-математического факультета Московского государственного университета.
Умер 25 марта 1997 года. Похоронен на городском кладбище города Хотьково.

## Награды и звания
- Медаль «Серп и Молот»
- Орден «За заслуги перед Отечеством» III степени (1996)
- Орден Ленина
- Орден Октябрьской Революции
- Орден Трудового Красного Знамени (1970)
- Ленинская премия (1976)
- Государственная премия СССР (1981)
- Заслуженный изобретатель РСФСР[1][2].
- другие награды